# Casa/Biblioteca de Ernie Pyle
La Casa/Biblioteca de Ernie Pyle es una casa histórica en 900 Girard Boulevard, SE en Albuquerque, la ciudad más poblada del estado de Nuevo México (Estados Unidos). Construida en 1940, fue el hogar del famoso corresponsal de guerra Ernie Pyle desde entonces hasta su muerte en 1945 durante la Segunda Guerra Mundial. Ahora sirve como una sucursal de la biblioteca del condado de Albuquerque Bernalillo, que contiene recuerdos de Pyle y un monumento en su memoria. Fue designada Monumento Histórico Nacional en 2006. 

## Descripción
Está ubicada en el sur de Albuquerque, en la esquina sureste de Girard Boulevard y Santa Monica Avenue. Es una casa de rancho de un solo piso arquitectónicamente sin distinción, con un techo a cuatro aguas y un amplio revestimiento de tablillas. Los toques decorativos que son originales de su construcción incluyen algunas barandillas de hierro forjado. El garaje adjunto de la casa exhibe una conversión a un dormitorio de invitados realizada bajo la propiedad de Ernie Pyle de la casa en 1941. El límite sur de la propiedad está bordeado por una cerca construida por Pyle, y ocasionalmente mencionada en su correspondencia.

## Historia
Pyle y su esposa, Jerry, hicieron construir esta casa en 1940 después de años de vagar por el país como columnistas de Scripps-Howard Newspapers. Pyle nació en Indiana, pero eligió Albuquerque como hogar después de visitarlo muchas veces y desarrollar, en palabras de Pyle, "un afecto profundo e irracional" por Nuevo México.
Los despachos de Pyle desde los teatros militares en el extranjero, que se centraron en la guerra a través de las experiencias de los soldados de infantería de primera línea, fueron leídos con avidez por millones durante la Segunda Guerra Mundial. Recibió el Premio Pulitzer por correspondencia de guerra distinguida en 1944. Algunas de sus columnas mencionaron la "pequeña casa blanca y la valla" en Albuquerque.
Pyle fue asesinado por disparos enemigos en la isla de Ie Shima en 1945; su esposa Geraldine murió ese mismo año. La ciudad de Albuquerque adquirió la casa de Pyle Estate en 1948 y la convirtió en su primera sucursal de biblioteca.
Hoy en día, la Biblioteca Ernie Pyle alberga una pequeña colección de libros para adultos y niños, así como recuerdos y archivos de Pyle. Aunque la casa es una biblioteca sucursal activa, su apariencia como hogar se conservó cuidadosamente. Se han conservado tanto la configuración de la habitación interior como el paisaje, incluso la cerca construida por Pyle y la lápida de su perro, Cheetah.
La casa fue incluida en el Registro Nacional de Lugares Históricos el 22 de septiembre de 1997 y designada Monumento Histórico Nacional el 20 de septiembre de 2006.